# Les Aventures de Philip et Francis
Les Aventures de Philip et Francis est une série de bande dessinée française.
Cette série est une parodie de la série des Blake et Mortimer, où Philip Mortimer et Francis Blake font de nouveau face à leur grand ennemi, le colonel Olrik.

## Analyse
Tous les personnages sont caricaturés : Philip est intelligent mais également agité et exubérant et il fait des remarques inutiles tout au long des albums, Francis vit encore chez sa mère, il est porté sur la gent féminine et se prend pour Zorro, Olrik a le rôle du méchant complètement stupide et il est mal secondé par ses acolytes.

## Albums
- Tome 1 : Menaces sur l'Empire (2005)

Résumé : mais que se passe-t-il donc à Londres, capitale de l'Empire britannique ? Les femmes se révoltent et commettent des actions plus délirantes les unes que les autres, comme refuser de faire la vaisselle. Qui donc ose troubler la sérénité et la stabilité de la stricte société anglaise ? Et pourquoi ? Philip et Francis vont-ils réussir à empêcher l'effondrement des fondements et des valeurs de la civilisation britannique ?
- Tome 2 : Le Piège machiavélique (2011)

Résumé : mais que se passe-t-il donc ? Miloch n'était-il pas déjà mort ? Dans cette aventure, pastiche de l'album Le Piège diabolique, Philip et Francis se retrouvent prisonniers d'un monde parallèle où Olrik, premier ministre, est en passe d'épouser la reine d'Angleterre dans un Londres quelque peu... étrange. Philip et Francis vont alors devoir retrouver leur double respectif afin d'empêcher Olrik de faire le mal dans ce monde-ci.
- Tome 3 : S.O.S. Météo (2014)

Résumé : mais que se passe-t-il donc ? Philip subit des vexations : il n'est respecté par personne, pas même par son ami Francis qui s'est installé chez lui après s'être « disputé avec maman ». Il met alors au point un breuvage qui le rend plus sûr de lui, mais également plus agressif — mixture dont la durée des effets est aléatoire, Philip se transformant alors en Mister Hyde. Durant une de ses périodes Hyde, Philip se fait enlever dans un club de strip-tease par les hommes d'Olrik. Ce dernier utilise une machine à dérégler la météo pour nuire aux Anglais en leur imposant une pluie permanente, mais ceux-ci, habitués, ne semblent rien remarquer... Philip/Hyde, qui a pris l'ascendant sur Olrik, décide alors de leur imposer le soleil.